# Regime aberto
O regime aberto é aquele onde a execução da pena será cumprida em casa de albergado ou estabelecimento adequado. No entanto, a pena em regime aberto somente pode ser cumprida em residência particular quando o condenado possuir mais de 70 anos, doença grave, filho menor de idade ou deficiente físico ou mental, ou estiver gestante.
O regime aberto pode ser aplicado desde o início do cumprimento da pena a condenados não reincidentes, cuja pena seja igual ou inferior a 4 anos.
O condenado deverá, fora do estabelecimento e sem vigilância, trabalhar, frequentar curso ou exercer outra atividade autorizada, permanecendo recolhido durante o período noturno e nos dias de folga.
O condenado será transferido do regime aberto, se praticar fato definido como crime doloso, se frustrar os fins da execução ou se, podendo, não pagar a multa cumulativamente aplicada.

## Requisitos
Para ser elegível a regime aberto, o condenado deve:
- Estar trabalhando ou comprovar a possibilidade de iniciar imediatamente. (as pessoas que atendem o requisito de cumprimento de regime aberto em residência particular podem também ser dispensadas pelo Juiz do trabalho obrigatório).
- Possuir histórico ou exames indicando a possibilidade de ajustar-se com autodisciplina e senso de responsabilidade.

## Condições Especiais
Certas condições podem ser estabelecidas pelo Juiz desde que não haja prejuízo das obrigatoriedades. São elas:
- Permanência em determinado local, durante o repouso e nos dias de folga;
- Horários fixados para entrar e sair do trabalho;
- Não sair da cidade de residência sem autorização judicial;
- Comparecer a Juízo, para informar e justificar as suas atividades, quando for determinado.

O Juiz também pode modificar as condições estabelecidas mediante requerimento do Ministério Público, da autoridade administrativa ou do condenado, após avaliação das circunstâncias.
As legislações locais podem estabelecer normas adicionais para esse regime.

## Reversão
O regime aberto pode ser revertido à privação de liberdade caso alguma das hipóteses acima deixar de ser cumprida, se houver frustração da execução da pena ou se não pagar deliberadamente a multa imposta.